# Nadhir Hamada
Pour les articles homonymes, voir Hamada.
Nadhir Hamada, né le 20 mars 1948, est un homme politique tunisien. Il est ministre de l'Environnement et du Développement durable de 2004 à 2011.

## Formation académique
Diplômé en génie civil de l'École Mohammadia d'ingénieurs de Rabat, au Maroc, Nadhir Hamada soutient une thèse intitulée Traitement biologique des eaux usées urbaines par la microflore tellurique à l'université de Lille (France), où il est fait docteur en génie de l'environnement.

## Carrière
Il commence sa carrière en tant qu'enseignant en génie sanitaire à l'École Mohammadia ; il est également consultant expert de l'Organisation mondiale de la santé dans le domaine de l'hygiène et de la salubrité publique.
Il est ensuite nommé sous-directeur des finances locales et de l'environnement à la direction générale des collectivités locales puis directeur des collectivités locales au sein du ministère tunisien de l'Intérieur. Il occupe simultanément un poste d'enseignant à l'École nationale d'ingénieurs de Tunis et à l'École du génie rural de Medjez el-Bab.
Il contribue grandement à la mise en place du code de l'urbanisme et de la loi n°76/34 sur les autorisations de bâtir, du code des forêts ainsi que des règlements sanitaires et de l'hygiène des collectivités locales.
Hamada est promu en 1994 comme président directeur général de l'Office des logements des magistrats et du personnel du ministère de la Justice, fonction qu'il occupe jusqu'en 1997. C'est en 1997 qu'il est nommé PDG de la société des Ciments artificiels de Tunisie, poste qu'il occupe jusqu'en 1999, date à laquelle il devient PDG de la Compagnie des transports par pipelines au Sahara (TRAPSA). Après quatre ans à la tête de cette société, il est nommé secrétaire d'État auprès du ministre de l'Agriculture, de l'Environnement et des Ressources hydrauliques, chargé de l'Environnement, le 16 juin 2003. En 2004, il est promu ministre de l'Environnement et du Développement durable, poste qu'il occupe jusqu'à la révolution de 2011.

## Poursuites judiciaires
Le 17 mai 2012, un mandat de dépôt est émis contre lui sur l'accusation selon laquelle il aurait obtenu des biens indus en sa faveur et en faveur de la famille de l'ancien président Zine el-Abidine Ben Ali. Il est libéré le 2 avril 2014 contre le paiement d'une caution de 30 000 dinars.
Le 7 février 2017, le tribunal de première instance de Tunis le condamne à cinq ans de prison ferme et 800 000 dinars d'amende pour son implication dans une affaire de corruption financière liée au Club d'Elyssa, fondé par Leïla Ben Ali, l'épouse de l'ancien président Ben Ali.

## Activités internationales
Il participe au plan d'action sur la Méditerranée mis en place par l'université Yale (États-Unis). Chargé de mission par l'Organisation arabe pour l'éducation, la culture et la science en 1986, il réalise une étude sur l'évaluation de l'état de l'environnement dans le monde arabe.
Il devient président du groupe des conseils des ministres arabes de l'Environnement entre 2006 et 2008 et président du groupe des pays africains au Programme des Nations unies pour l'environnement en 2007. Il occupe également le poste de président de l'Observatoire du Sahara et du Sahel de 2003 à 2010.